# Tatort: Fluppys Masche
Fluppys Masche ist ein Krimi der Reihe Tatort, der erstmals am 6. Februar 1983 in der ARD ausgestrahlt wurde. In seinem vierten Tatort muss der Berliner Kommissar Walther den Mord und Raub an einem Juwelier aufklären.

## Handlung
Fluppy, ein Berliner Ganove, der sich auf Überfälle in Juweliergeschäften spezialisiert hat, späht ein weiteres Geschäft für sein Verbrechen aus.
Juwelier Richard Malcher ist gerade dabei, seine Geliebte abzuservieren, als er einen angeblichen Anruf von der Kriminalpolizei erhält. Fluppy, der sich als Kripo-Beamter ausgibt, teilt Malcher mit, dass ein Raubüberfall auf sein Geschäft geplant sei, und dass er dem Täter aushändigen sollte, was dieser verlange und keinen Alarm schlagen solle, da die Kripo draußen warte, um den Täter auf frischer Tat zu ertappen. Malcher verspricht, den angeblichen Polizeianweisungen Folge zu leisten.
Kurz darauf zieht sich Fluppy eine Sturmhaube über, um den Überfall durchzuziehen. Als Passanten das Juweliergeschäft betreten, liegt Malcher tot am Boden, während der maskierte Fluppy das Geschäft ausraubt. Er schafft es, mithilfe einer Schusswaffe, mit der er die Passanten bedroht, zu entkommen.
Kommissar Walther und sein Assistent Hassert kommen zum Tatort. Walther notiert, dass der Tresor offenstand, aber noch Bargeld im Tresor liegt. Trotzdem scheint der Fall soweit klar zu sein, dass es sich um einen Raub handelt. Walther und seine Kollegen entdecken zwei Sektgläser, die benutzt worden waren, eines davon von einer Dame.
Herr Becker, der Angestellte von Herrn Malcher, hat derweil eine Liste der verschwundenen Gegenstände erstellt, u. a. fehlt Familienschmuck. Die Witwe des Toten, Frau Malcher gibt allerdings an, diesen Schmuck nicht zu kennen. Lediglich Herr Malcher hätte einen Schlüssel zu diesem Tresor. Der Schmuck war offensichtlich mit DM 150.000 beliehen worden, der Schmuck gehörte einem Ehepaar Wrangel. Frau Malcher kann dazu aussagen, dass es sich bei Frau Wrangel um eine ehemalige „Bekannte“ ihres Mannes handele, die seit ihrer Heirat Wrangel heiße.
Walther und Hassert suchen das Ehepaar Wrangel auf. Frau Wrangel bestätigt, dass es sich bei dem Schmuck um Familienerbstücke handelt, die teilweise seit zweihundert Jahren in Familienbesitz waren. Sie hatte den Schmuck beliehen, weil sich ihr Mann, der selbstständig ist, in finanziellen Schwierigkeiten befindet.
Anschließend vernehmen Walther und Hassert die ehemalige Angestellte von Malcher, Vera Diekmann. Diese ist die Geliebte, die Malcher kurz vor seinem Tod abserviert hatte. Diese gibt an, den Ring an ihrem Finger von Malcher geschenkt bekommen zu haben. Weiterhin bestätigt sie, zum Zeitpunkt des Überfalls im Büro des Geschäfts gewesen zu sein. Sie berichtet weiterhin von dem angeblichen Anruf der Polizei unmittelbar vor dem Überfall. Den Mann habe sie über den Überwachungsmonitor zwar gesehen, aber könne ihn nicht beschreiben, weil die Bildqualität zu schlecht gewesen sei. Malcher habe allerdings einen Schritt auf den Täter zugemacht, das weitere Geschehen konnte sie nicht mehr verfolgen, weil es außerhalb des Kamerawinkels lag. Sie sagt aus, dass Malcher nach dem Überfall noch gelebt habe und verletzt gewesen sei. Er habe sie weggeschickt, da beide durch den vorhergehenden Anruf mit dem zeitnahen Eintreffen der Polizei gerechnet hätten und sie unangenehme Fragen zu ihrer gerade beendeten Affäre vermeiden wollten.
Aufgrund des Tätervorgehens, vorher anzurufen und sich als Polizeibeamter auszugeben, kommt die Polizei auf Norbert Zwingli, genannt „Fluppy“, der Taten nach diesem Muster in der Vergangenheit durchgeführt hat. Aufgrund von Zeugenaussagen kann Fluppy auch bald in der Nähe des letzten Tatorts festgenommen werden. Er schwört, mit dem Tod des Juweliers nichts zu tun zu haben, sondern zufällig in den Laden gekommen zu sein und die Situation ausgenutzt zu haben, indem er Schmuck gestohlen hat.
Walther und Hassert wissen nicht, wem sie glauben sollen, Vera Diekmann, Fluppy oder keinem von beiden. Die beiden halten es auch für möglich, dass beide die Wahrheit sagen, Malcher tatsächlich bei Vera Diekmanns Weggang noch gelebt hat und bei Fluppys Eintreffen bereits tot war. Demnach hätte eine unbekannte Person Malcher töten müssen, und diese hätte auch den Familienschmuck geraubt haben müssen, denn Fluppy hatte ausgesagt, nur Bargeld, aber keinen Familienschmuck an sich genommen zu haben.
Vera Diekmann wird nach Malchers Beerdigung erneut von Walther und Hassert befragt und kann sich erinnern, dass sie beim Verlassen des Geschäfts fast von einem Auto angefahren worden sei, das sehr schnell angefahren sei. Als Halter wird Herr Wrangel ermittelt.
Walther und Hassert suchen Wrangel auf und konfrontieren ihn mit dem Vorwurf, dass dieser den beliehenen Schmuck seiner Frau gestohlen hat, da er in großen finanziellen Schwierigkeiten sei. Wrangel hat kein Alibi und verweigert die Aussage, so dass er vorläufig wegen Mordes an Malcher festgenommen wird. Wrangel erhängt sich kurz darauf in seiner Zelle.
Fluppy nutzt die Chance und legt sich statt Wrangel in den Sarg. Beim Transport gelingt ihm die Flucht.
Walther muss Frau Wrangel die Todesnachricht überbringen. Da diese nicht nach Hause möchte, wo alles von der Polizei durchsucht wurde, lässt Walther Frau Wrangel bei sich übernachten. Fluppy sucht Frau Wrangel auf und will ihr ein „Geschäft“ vorschlagen, da ihr Mann mit der Tötung Malchers und dem Schmuckdiebstahl ihm die Tour vermasselt hätte.
Walthers Vorgesetzte spekulieren über einen weiteren Überfall von Fluppy nach seiner bekannten Masche, um an Geld für eine Flucht aus West-Berlin zu kommen. Derweil taucht Frau Wrangel im Präsidium auf und sagt aus, ihr Mann habe Malcher getötet und den Schmuck gestohlen. Was er damit gemacht habe, wisse sie nicht. Doch weder Hassert noch die Vorgesetzten glauben ihr.
Hassert kann ermitteln, dass der Schmuck gar nicht den Wrangels gehörte, sondern einer alten Dame namens Homberg. Walther und seine Kollegen suchen Frau Homberg auf, die aussagt, Frau Wrangel sei eine Großnichte von ihr. Frau Homberg ist gerade von einer Reise nach New York zurückgekehrt, Frau Wrangel hatte unterdessen einen Schlüssel für die Wohnung. Als Walther sie davon in Kenntnis setzt, dass der Schmuck gestohlen sei, zeigt sie ihm den Schmuck, der an der richtigen Stelle in der Wohnung liegt.
Walther und Hassert kombinieren, dass die Wrangels den Schmuck heimlich während der Abwesenheit der alten Dame beliehen haben. Als die Dame, die eigentlich ein halbes Jahr in New York bleiben wollte, ihre vorzeitige Rückkehr angekündigt hatte, mussten die Wrangels den Schmuck schneller wieder zurückholen. Da ihnen die finanziellen Mittel fehlten, den Schmuck auszulösen, sie jedoch von der alten Dame nicht enterbt werden wollten, hat Herr Wrangel sich den Schmuck gewaltsam zurückgeholt.
Als Walther vom Flughafen Tegel aus zum Lehrgang nach Westdeutschland fliegen will, entdeckt er zufällig Fluppy am Flughafen, den er festnimmt. Bei Fluppy entdeckt Walther eine Telefonnummer, diese gehört einem Juweliergeschäft. Walther ist klar, dass Fluppy wieder einen Überfall nach seiner Masche durchführen möchte, aber diesmal jemand anderes den Überfall verüben lässt.
Hassert und seine Kollegen stellen dem Täter eine Falle, dieser entpuppt sich als Frau Wrangel. Walther fragt in der Vernehmung, was Fluppy gegen sie in der Hand habe. Frau Wrangel gesteht, selbst den Überfall bei Malcher begangen zu haben, ihr Mann habe sie mit seinem Schweigen und Selbstmord schützen wollen. Sie sah keine andere Möglichkeit, weil ihre Großtante sie enterbt hätte, wenn sie erfahren hätte, dass der Schmuck hinter ihrem Rücken beliehen worden war. Ihr Mann wusste von nichts, auch nicht davon, dass Frau Wrangel den Schmuck heimlich beliehen hatte.
Allerdings sagt Frau Wrangel aus, dass sie Malcher nur einmal mit dem Kerzenleuchter geschlagen und ihn auch nur leicht getroffen habe. Er sei lediglich benommen gewesen, als sie aus dem Geschäft geflüchtet sei. Laut Obduktion hatte Malcher einen leichten und einen schweren, tödlichen zweiten Schlag erhalten.
Walther glaubt ihr und vermutet, dass die geschasste Geliebte Vera Diekmann, die sich zum Zeitpunkt des Überfalls im Obergeschoss aufgehalten hatte, die Gelegenheit genutzt und Malcher aus Rache erschlagen habe. Er beraumt einen Lokaltermin mit Frau Diekmann an. Diese demonstriert, wie sie das Geschäft durch die Hintertür verlassen habe. Sie hatte keinen Schlüssel, hat die Hintertür also nicht verschlossen. Als Fluppy fliehen wollte, war die Tür aber verschlossen. Die Einzige, die einen Zweitschlüssel für die Hintertür besitzt, ist Frau Malcher, diese gesteht umgehend nach dem Eintreffen von Walther und Hassert die Tat und hat bereits ihren Koffer für die Haft gepackt. Sie wusste, dass die Polizei ihr auf die Schliche kommen würde.

## Entstehung & Veröffentlichung
Fluppys Masche wurde vom Sender Freies Berlin produziert unter Redaktion von Christa Vogel. Das Szenenbild stammt von Albrecht Konrad, die Kostüme von Brigitte Kicadag. Den Ton verantwortete Klaus Vogler.
Die Erstausstrahlung am 6. Februar 1983 in der ARD erreichte 19,27 Mio. Zuschauer, was einem Marktanteil von 53 % entsprach. Die Kritiker der Fernsehzeitschrift TV Spielfilm urteilen über diesen Tatort: „Dieser TV-Masche fehlt’s an Raffinesse“.